# Ängsskallra
Ängsskallra eller äkta ängsskallra, Rhinanthus minor L. är en ört i familjen snyltrotsväxter.

## Beskrivning
Ängsskallra är en ettårig halvparasitisk växt.
Roten är en pålrot med utlöpare från dess spets. Parasitismen innebär att utlöparna tränger in i närliggande växters rötter och stjäl näring därifrån.
Ängsskallra blir 15–50 cm hög.
Stjälkbladen är lansettformade, 20–30 mm långa och 5–8 mm breda, ibland inte mer än 2 mm. De är fästade utan skaft direkt på stjälken. Översidan är glatt och mörkgrön; undersidan lite ljusare grön. Bladen innehåller klorofyll, och därmed är fotosyntes möjlig. Detta gör att ängsskallra klarar sig även om inga rötter att snylta på finns i närheten. Bladens kanter kan vara släta, eller oftast taggiga.
Blommar från juni till åtminstone augusti; i varmare trakter kan blomningen fortgå ända in i september. Blommorna är klargula, små, och tittar nätt och jämnt ut ur de omgivande foderbladen (calyx). De sitter två och två på den fyrkantiga stjälken, som ofta har svarta ränder eller svarta punkter.
Blomman är spegelsymmetrisk (zygomorf), 12–15 mm lång, undantagsvis upp till 17 mm.
Den har 4 ståndare, två är lite längre än de andra två. Knapparna är håriga. 1 pistill. Två läppar, där den övre är större än den undre. Den undre läppens spets är 1 mm lång och böjer sig nedåt. Foderbladen är grovt tandade.
Det finns en parallellart med nära lika utseende, som blommar på hösten. Detta kallas säsongsdimorfism, årstidsdubbelformighet.
Pollinering görs av bland annat humlor och bin, men om detta uteblir, kan ängsskallran självbefrukta sig.
De pollinerande arterna har var och en sin metod att komma åt nektar.  Trädgårdshumla (Bombus hortorum) och gräshumla
(Bombus ruderarius) landar på underläppen.
Ljus jordhumla, (Bombus lucorum), ängshumla, (Bombus pratorum) och stenhumla, (Bombus lapidarius) kryper in i överläppen.
Ljus jordhumla uppträder också som tjuv genom att bita hål på blommans sida och stjäla nektar genom hålet utan att betala för sig genom pollinering.
Ängshumla och stenhumla uppträder sedan som "sekundärtjuvar" genom att åternyttja de tidigare av ljus jordhumla bitna hålen.
Bönder ogillar ängsskallra, eftersom den hämmar önskad gröda och stör betande boskap, som ratar ängsskallra; smakar dem antagligen beskt.
Fröna innehåller iridoider, som kan ge förgiftningssymtom, om de kommer in i brödsäd. Av iridoiderna finns det mest av iridoid-glykosid (rhinantin), som troligen är giftig för betande djur.
(Formelproblem: För rhinantin anger tyska wikipedia kemiska formeln C29H52O20, medan PubChem säger C14H15ClN2.)
Bekämpning kan ske genom att man (mödosamt) klipper bort blommorna, innan de hunnit ge frukt. Då försvinner ängsskallra från området.
Å andra sidan har man gjort en del försök med biologisk bekämpning med hjälp av ängsskallra. Man sår dess frön i lågproducerande gräsmarker. Ängsskallra gror snabbt tidig vår och försvagar då sina värdväxter. Andra växter, som kommer upp lite senare, får då ökade chanser att överleva, vilket bidrar till önskad mångfald.
Frukten är en platt, tvårummig kapsel. Den innehåller många stora, platta frön med diameter 3–4 mm.
1 000 frön väger 2,51 gram. Fröna sprids av vinden. Deras platta form gör att de kan "segla" långt bort. Frön kan även fastna i pälsen på passerande djur, och även den vägen föras långt bort.
Kromosomtal: 2n = 22.
Släktet skallror har omväxlande förts till lejongapsväxterna  och till snyltrotsväxterna.

### Fiender till ängsskallra
Larver till vissa fjärilarter och flugor äter på ängsskallra. Varje art är specialiserad på en viss del av växten. Andra angripare är bladlöss och vissa småsvampar.
| Art                                        | Föda                             |
| ------------------------------------------ | -------------------------------- |
|                                            |                                  |
| Fjärilar                                   |                                  |
| Phalonidia permixtana                      | Bladen                           |
| Falseuncaria ruficiliana                   | Frön samt övervintrar i fröhusen |
| Endothenia marginana                       | Frön                             |
| Opsibotys fuscali                          | Både blommor och fröhus          |
| Vitstreckad fältmätare (Perizoma albulata) | Både blommor och fröhus          |
| Flugor                                     |                                  |
| Agromyzidae                                | Blad, frön, stjälkar, rötter     |
| Bladlöss                                   |                                  |
| Aphididae                                  |                                  |
| Svampar                                    |                                  |
| Plasmopara densa                           |                                  |
| Sphaerotheca fusca                         |                                  |

## Underarter
- Rhinanthus minor subsp. groenlandicus (Chabert) Neuman, 1905
- Rhinanthus minor subsp. groenlandicus (Ostenf.) Neuman, fjällskallra
- Rhinanthus minor subsp. stenophyllus (Schur) O.Schwarz, smalskallra
- Rhinanthus minor subsp. minor L.

## Synonymer
- Alectorolophus borealis Sterneck, 1899
- Alectorolophus crista-galli (L.) M.Bieb., 1808
- Alectorolophus crista-galli (L.) Bieb., 1808
- Alectorolophus drummond-hayi (F.B.White) Sterneck, 1901
- Alectorolophus glaber All., 1785
- Alectorolophus glaber G.Beck, 1893
- Alectorolophus glandulosus Sterneck, 1895
- Alectorolophus groenlandicus var. drummond-hayi (F.B.White) Ostenf., 1901
- Alectorolophus minor (L.) Dumort., 1827
- Alectorolophus minor (L.) Rchb., 1831
- Alectorolophus minor (L.) Wimm. & Grab., 1829
- Alectorolophus monticola Sterneck
- Alectorolophus parviflorus Wallr., 1822
- Alectorolophus personatus Behrendsen & Sterneck, 1904
- Alectorolophus pulchella Schum. ex Wimm., 1841
- Alectorolophus pulcher Schum. ex Wimm., 1857
- Alectorolophus ramosus Schur, 1866
- Alectorolophus rigidus Sterneck, 1901
- Alectorolophus rusticulus Sterneck
- Alectorolophus rusticulus (Chabert) Sterneck, 1901
- Alectorolophus rusticulus Sterneck, 1901
- Alectorolophus serotinus G.Beck, 1892
- Alectorolophus stenophyllus Schur, 1866
- Alectorolophus stenophyllus (Schur) Sterneck
- Alectorolophus stenophyllus (Schur) Schur, 1866
- Alectorolophus villosus (Pers.) Dum., 1827
- Fistularia crista-galli (L.) Wettst., 1893
- Fistularia minor (L.) Kuntze, 1891
- Mimulus crista-galli (L.) Scop., 1771
- Rhinanthus balticus U.Schneid.
- Rhinanthus borealis Druce in syn.
- Rhinanthus borealis (Sterneck) Druce
- Rhinanthus borealis Chabert, 1899
- Rhinanthus borealis subsp. kyrollae (Chabert) Pennell, 1951
- Rhinanthus borealis subsp. minor (Sterneck) Druce
- Rhinanthus crista-galli L., 1753
- Rhinanthus crista-galli L. var. crista-galli
- Rhinanthus crista-galli var. drummond-hayi B.White, 1886
- Rhinanthus drummond-hay (Buch.-White) Druce, 1903
- Rhinanthus groenlandicus subsp. groenlandicus (Ostenf.) Chabert, 1905
- Rhinanthus hercynicus O.Schwarz, 1935
- Rhinanthus glaber Lam., 1778
- Rhinanthus kyrollae Chabert, 1899
- Rhinanthus minor L., 1756
- Rhinanthus minor Ehrh., 1791
- Rhinanthus minor subsp. balticus U.Schneid.
- Rhinanthus minor var. balticus (U.Schneid.) Hartl, 1872
- Rhinanthus minor subsp. borealis (Sterneck) Á.Löve, 1950
- Rhinanthus minor subsp. elatior (Schur) O.Schwarz
- Rhinanthus minor var. elatior Schur, 1866 nom. illeg.
- Rhinanthus minor subsp. hercynicus O.Schwarz
- Rhinanthus minor var. hercynicus (O.Schwarz) Hartl, 1972
- Rhinanthus minor L. subsp. minor
- Rhinanthus minor L. var. minor
- Rhinanthus minor subsp. monticola (Sterneck) O.Schwarz
- Rhinanthus minor subsp. rusticulus O.Schwarz
- Rhinanthus minor subsp. rusticulus (Chabert) O.Schwarz
- Rhinanthus minor var. rusticulus Chabert
- Rhinanthus minor subsp. stenophyllus O.Schwarz
- Rhinanthus minor subsp. stenophyllus (Schur) O.Schwarz
- Rhinanthus minor var. stenophyllus Schur., 1866
- Rhinanthus nigricans Meinsh., 1878
- Rhinanthus parviflorus Bluff & Fingerh., 1825
- Rhinanthus personatus Bég., 1914
- Rhinanthus pratensis Vill.
- Rhinanthus ramosus Schur, 1866
- Rhinanthus rigidus Chabert, 1899
- Rhinanthus rusticulus (Chabert) Druce, 1908
- Rhinanthus rusticulus (Sterneck) Druce, 1908
- Rhinanthus stenophyllus Schur, 1866 nom. inval.
- Rhinanthus stenophyllus (Schur) Schinz & Thell., 1907
- Rhinanthus stenophyllus (Schur) Druce
- Rhinanthus trixago Thuill., 1799
- Rhinanthus vulgaris Hill, 1756

## Hybrid
Nedanstående hybrid har upptäckts i Frankrike:
Rhinanthus angustifolius × minor (Rhinanthus × fallax (Wimm. & Grab.) Chabert)

## Habitat
Huvudtyp boreal cirkumpolär utbredning. För ängsskallra innebär detta Europa (utom längst i sydväst på Iberiska halvön), nordöstra Turkiet, Kaukasus, Ryssland och västra Sibirien.

### Utbredningskartor
- Norden 
  - I Norge på Hardangervidda upp till 1 400 m ö h, längst i norr ej högre än 800 m ö h.
  - Inom det inringade områder i Norge huvudsakligen Rhinanthus minor subsp. groenlandicus.
- Norra halvklotet 
  - I Bayerns alpina delar upp till 1 500 m ö h.
  - Finns i norra USA och Kanada, men troligen ej ursprunglig där.

## Biotop
Soligt, ej alltför torra gräsmarker, hedar, sanddyner. Klarar säsongsöversvämningar.
Neutral eller svagt sur mark med pH = 7 — 5.

## Etymologi
- Släktet Rhinanthus härleds från grekiska rhinos = nos + anthos = blomma. Detta syftar på utseendet på blommans överläpp.
- Artepitetet minor är latin och betyder liten.

## Bygdemål
| Namn                                                                        | Trakt    | Kommentar                                         | Referens    |
| --------------------------------------------------------------------------- | -------- | ------------------------------------------------- | ----------- |
|                                                                             |          |                                                   |             |
| Lillskaller                                                                 |          |                                                   | [ 3 ]       |
| Liten höskallra                                                             |          |                                                   | [ 3 ]       |
| Penninggräs                                                                 |          |                                                   | [ 4 ]       |
| Penningegräs                                                                |          |                                                   | [ 4 ]       |
| Skaller                                                                     |          |                                                   | [ 4 ]       |
| Skallergräs                                                                 |          |                                                   | [ 4 ]       |
| Skarabbakoll                                                                | Jämtland |                                                   | [ 3 ]       |
| Skälla                                                                      |          |                                                   | [ 4 ]       |
| Skärvfrö                                                                    |          | I en gammal lag förbjöds sådd av skärvfrö i åkrar | [ 3 ]       |
| Spenslig höskallra                                                          |          |                                                   | [ 4 ]       |
| Tuppkam                                                                     |          | Detta namn används även för växten höskallra      | [ 3 ]       |
| Ängsskallra                                                                 | Dalarna  |                                                   | [ 3 ] [ 4 ] |
|                                                                             |          |                                                   |             |
| "Skaller/skallra" syftar på det rasslande ljudet, när en mogen frukt skakas |          |                                                   |             |

## Användning
Preparat av ängsskallra sägs vara bra för:
- Lindring av astmasympton
- Lindra torrhosta
- Lindra katarrer
- Spolning vid diverse ögonbesvär

## Bilder

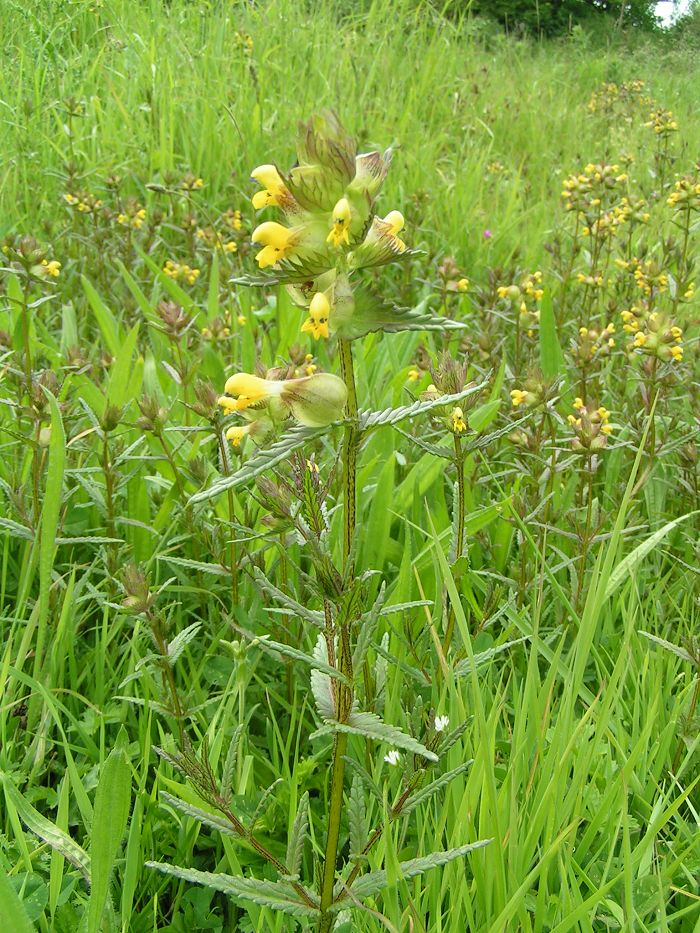
Habitat
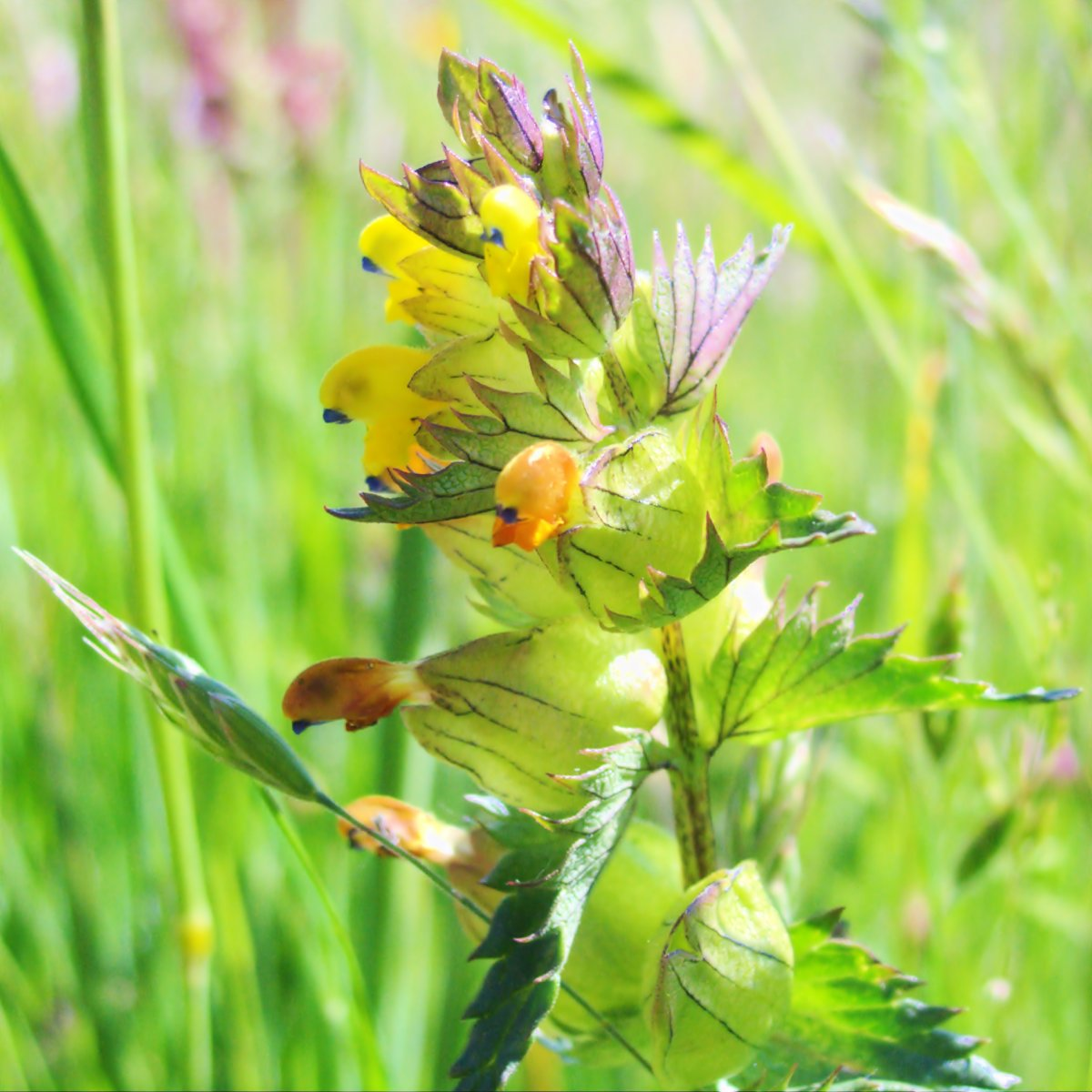
Toppen på en blommande stjälk
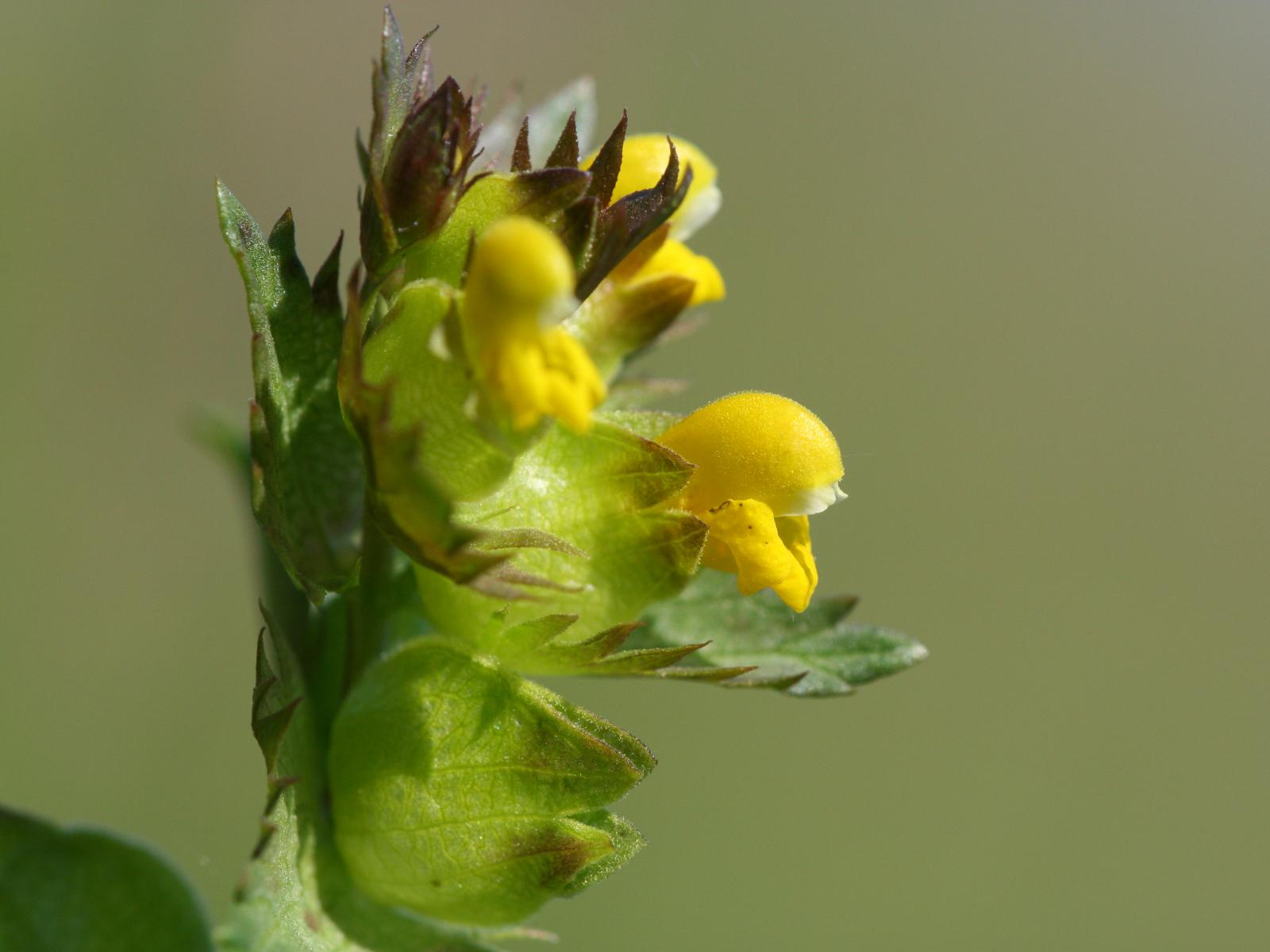
Blomman omfamnas av de grovt tandade foderbladen.
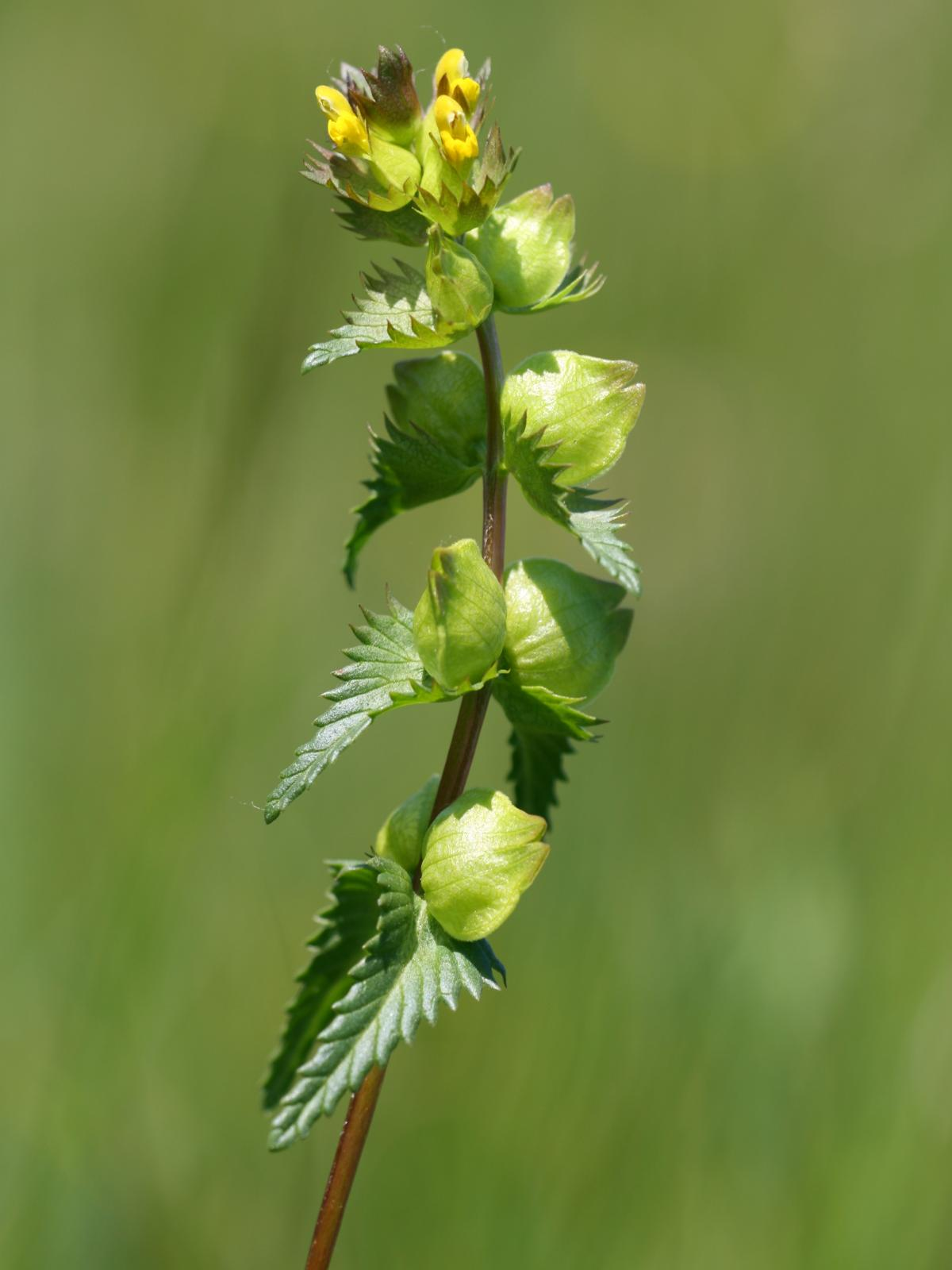
Stjälkbladen är grovt tandade
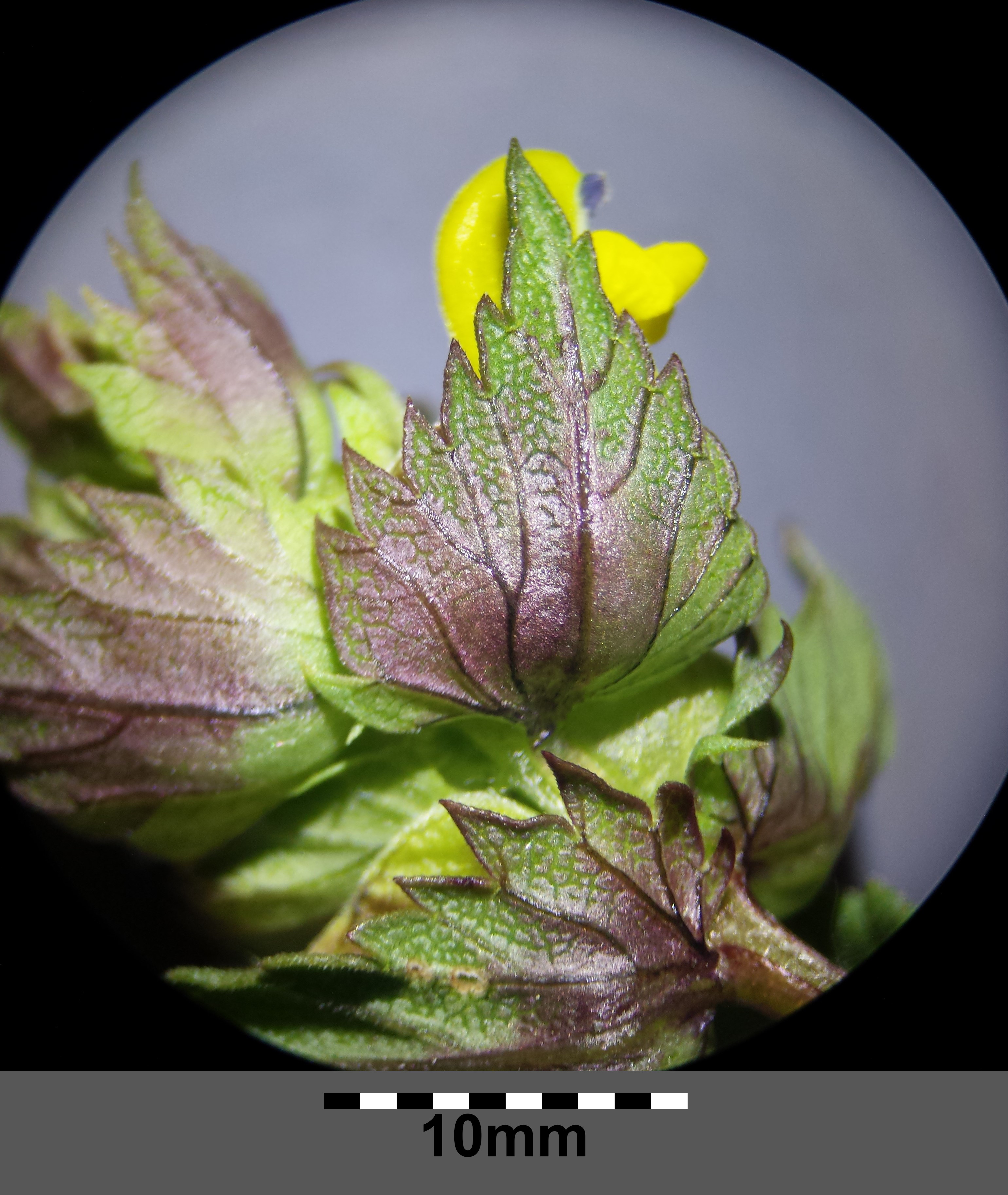
Blomma sedd bakifrån
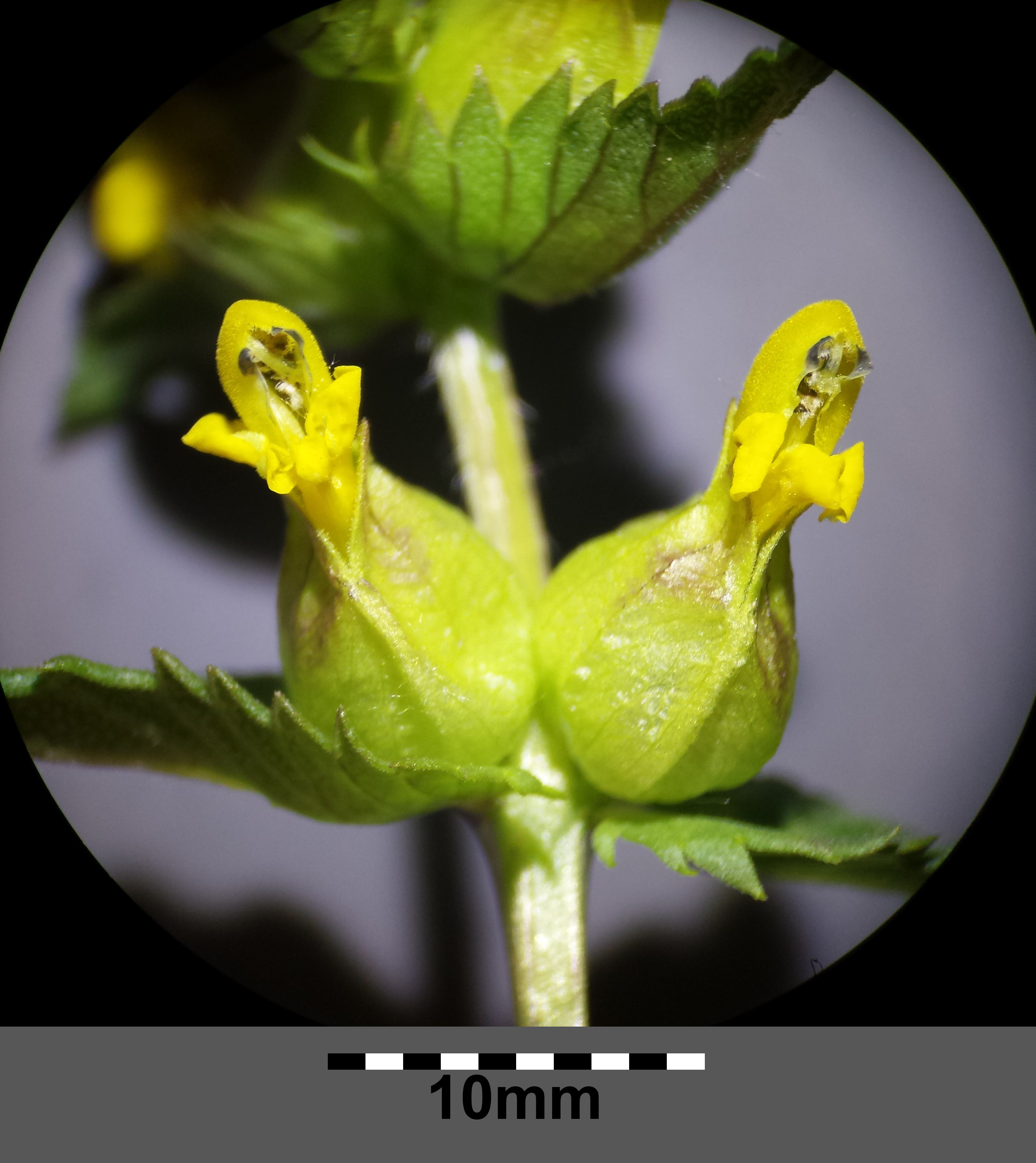
Blommor Delar av foderbladen avlägsnade.
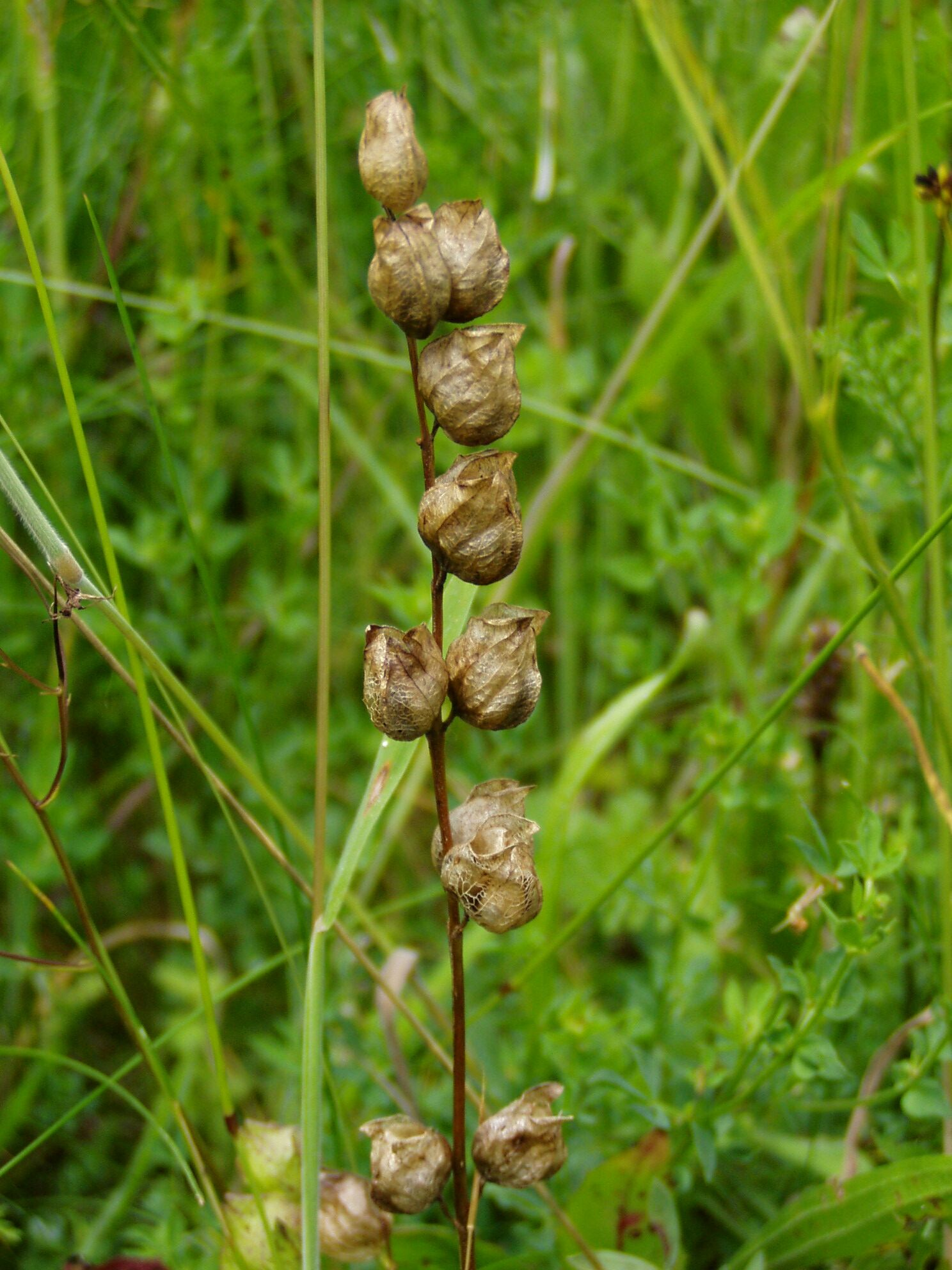
Frukter på ett styvt strå.
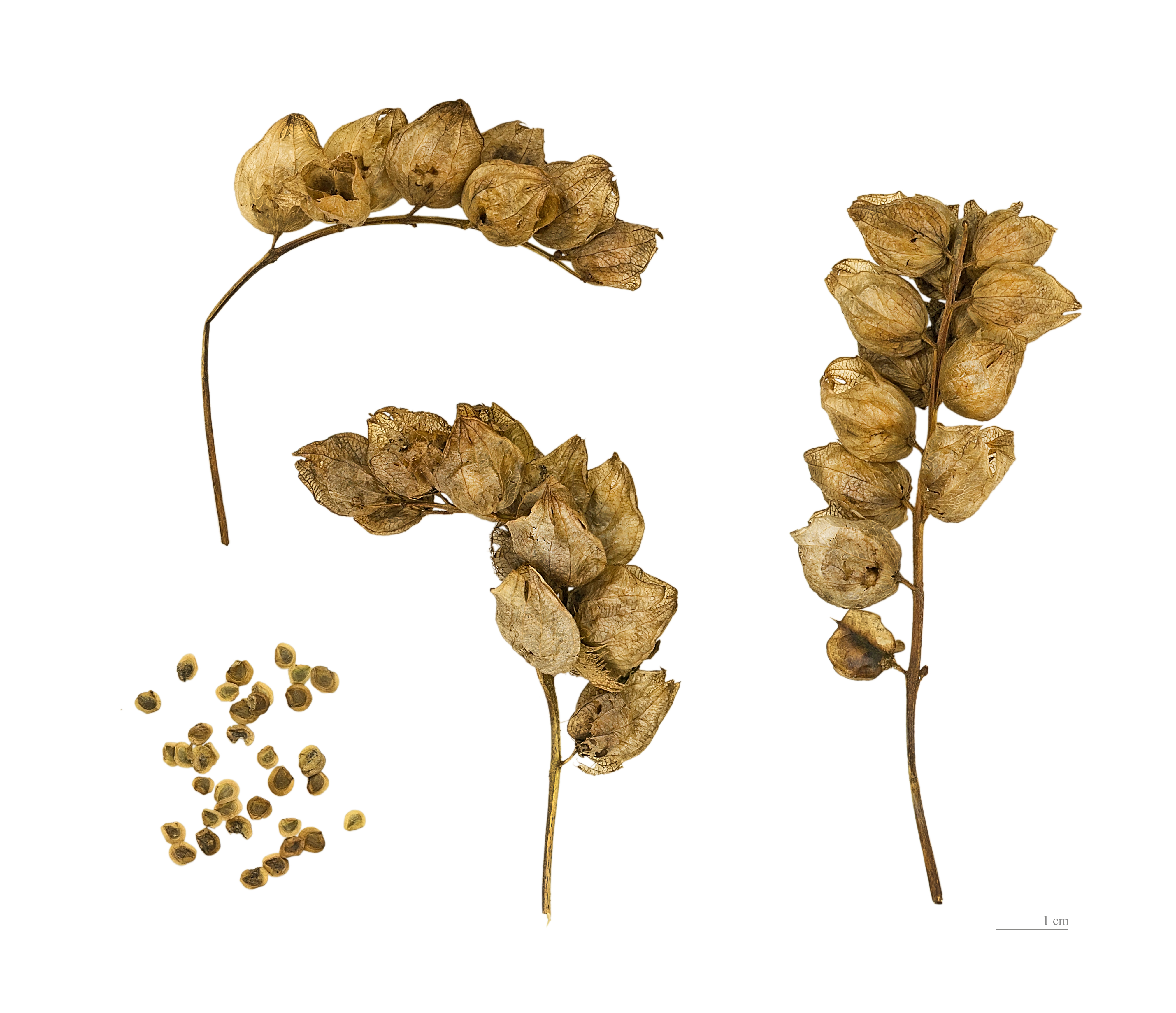
Rhinanthus minor "Skallror" och frön.
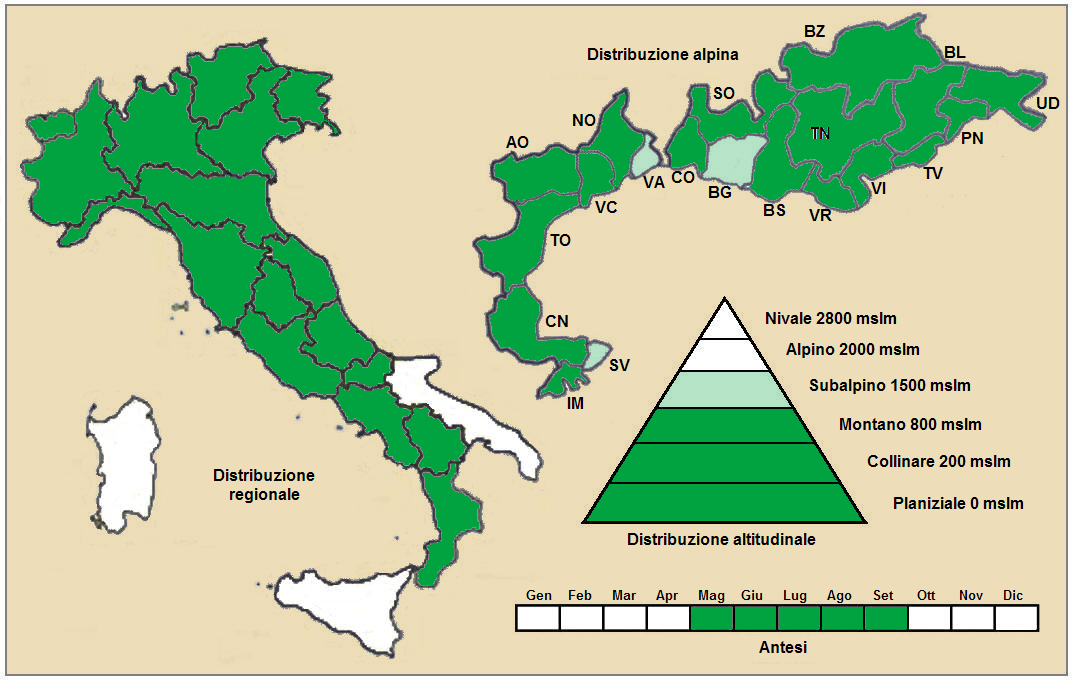
Utbredning i Italien Till höger, upptill förstoring av alpområdet Bigrammen är beteckningar för kommunernas namn. "Antesi" = blomningstid